# Matheus Bazzo
Matheus Bazzo Malgarise (Passo Fundo, 29 de outubro de 1990) é um designer, fotógrafo, produtor, diretor de arte e empresário brasileiro. Foi produtor do filme O Jardim das Aflições, que retrata a obra, o pensamento e o cotidiano de Olavo de Carvalho. É ainda fundador da plataforma católica de streaming Lumine e da Minha Biblioteca Católica, clube de assinaturas de livros religiosos.

## Carreira
Natural de Passo Fundo, no Rio Grande do Sul, residiu na cidade por pouco tempo, mudando-se com a família para São Leopoldo, no Vale dos Sinos. Aos 16 anos, começou a fazer experimentações com fotografia analógica, tendo lançado uma zine chamada Câmera Diynamite, que publicava fotografias de artistas de várias partes do mundo. Na sequência, iniciou graduação em Artes Visuais na Universidade Federal do Rio Grande do Sul. Na época, trabalhava como fotógrafo e, também, designer, tendo atuado em empresas do setor, além de colaborar com veículos de imprensa como a Vice.
Em 2011, tem contato com a obra de Olavo de Carvalho, a partir da qual, em 2014, conceberia a ideia do filme O Jardim das Aflições, para abordar a história e o cotidiano do autor. Ele se uniu ao diretor Josias Teófilo, que possuía projeto semelhante, e que passaram a desenvolver em conjunto.
Entre 2015 e 2016, fazem a captação de recursos para o documentário, no que foi o maior financiamento coletivo para um filme na história do Brasil, com arrecadação de R$ 350 mil entre 2.800 investidores individuais. As filmagens foram realizadas durante o ano de 2015, nos Estados Unidos, em Richmond, Virgínia. A estreia ocorreu em 31 de maio de 2017, tendo grande repercussão na mídia, sobretudo pela disputa entre seguidores e opositores de Olavo. No mesmo ano, a obra conquistou os prêmios de melhor filme e melhor montagem no 21º Cine PE.
Durante o ano de 2017, Bazzo volta-se para um empreendimento próprio, a Minha Biblioteca Católica, um clube de assinatura de livros voltado ao público católico. No primeiro mês de operações, a iniciativa bateu o estoque, exigindo o fechamento do site por dois dias. Atualmente, conta com 30 mil assinantes, tendo impresso 2 milhões de livros, entre grandes clássicos religiosos como História de uma Alma, de Teresa de Lisieux, Teologia do Corpo, do São João Paulo II e Castelo Interior, de Santa Teresa d'Ávila.
Em 2019, Matheus funda a Lumine, plataforma de streaming com conteúdo direcionada à população católica. O serviço reúne produções clássicas de Charles Chaplin, Alfred Hitchcock, entre outros e, também, filmes e séries religiosas, incluindo obras originais realizadas pela Lumine. A primeira foi Filhos de Cister, série de três episódios que registra a vida de um grupo de monges no interior do Rio Grande do Sul.
Em três anos, tornou-se a maior plataforma católica de streaming da América Latina. Em 2021, lançou o filme Apóstolo do Brasil: a missão de São José de Anchieta, docudrama baseado no livro Anchieta, de Joaquim Thomaz Paiva. Já em 2022, foram lançadas as obras Um santo entre nós, sobre a visita de São Josemaria Escrivá ao Brasil, em 1974, e o documentário A vida interior — resgatando uma história com sentido, série de três episódios que tem a participação do padre Paulo Ricardo.

## Vida pessoal
Matheus se converteu ao catolicismo em 2013. É casado desde 2019 com a roteirista e diretora Julia Sondermann, com quem tem dois filhos.

## Filmografia

### Cinema
| Ano  | Título                                                 | Creditado como        | Notas        |
| ---- | ------------------------------------------------------ | --------------------- | ------------ |
| 2017 | O Jardim das Aflições                                  | Produtor e co-editor  | Documentário |
| 2018 | Os Filhos de Cister                                    | Produtor              | Minissérie   |
| 2020 | A Vida de Sara                                         | Produtor              | Documentário |
| 2021 | O Apóstolo do Brasil: A Missão de São José de Anchieta | Produtor executivo    | Documentário |
| 2022 | Um Santo Entre Nós                                     | Produtor e roteirista | Documentário |
| 2022 | A Vida Interior                                        | Produtor executivo    | Minissérie   |